# 요크 공녀 마거릿 (1446년)

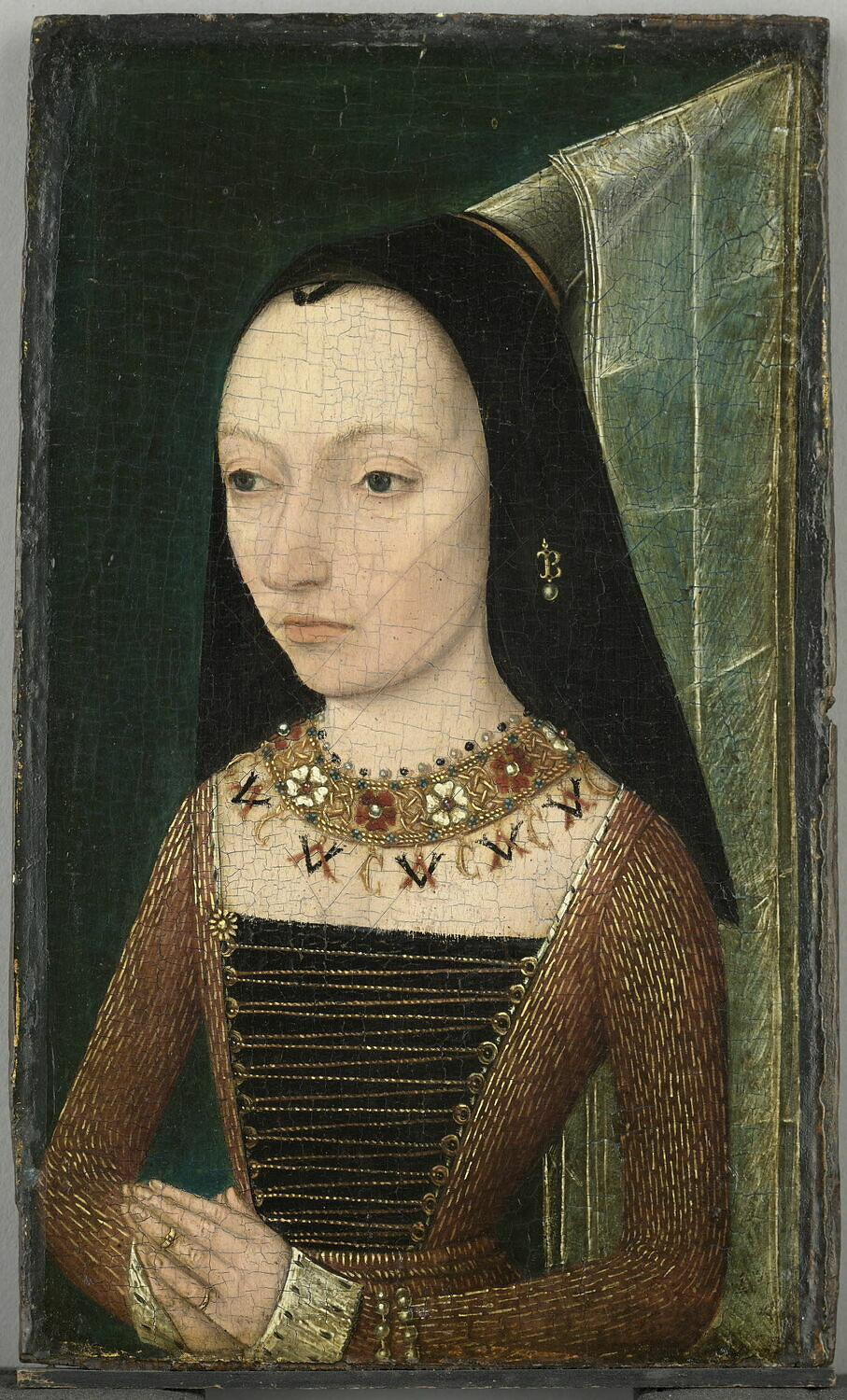
요크의 마거릿

요크의 마거릿(영어: Margaret of York, 1446년 5월 3일 - 1503년 11월 23일) 또는 부르고뉴의 마거릿은 부르고뉴 공작 샤를의 세 번째 아내로서 부르고뉴 공작 부인이다. 남편과 사별한 후에는 부르고뉴 공국의 보호자로 활동하였다. 제3대 요크 공작 리처드 플랜태저넷과 그의 아내 요크 공작 부인 세실리 네빌의 딸이자 에드워드 4세와 리처드 3세 국왕들의 누이이다.